# Kenji Ōshiba
Kenji Ōshiba (大柴 健二 Ōshiba Kenji?, nacido el 19 de noviembre de 1973 en Yamanashi) es un exfutbolista japonés. Jugaba de delantero y su último club fue el Yokohama FC de Japón.

## Trayectoria

### Clubes
| Club           | País  | Año         |
| -------------- | ----- | ----------- |
| Urawa Reds     | Japón | 1996 - 2000 |
| Cerezo Osaka   | Japón | 2001 - 2002 |
| Kashiwa Reysol | Japón | 2002        |
| Yokohama FC    | Japón | 2003        |